# Charade Circuit
Koordinati:   45°44′50″N, 3°02′20″E
Charade Circuit je dirkališče, ki leži blizu francoskega mesta Clermont-Ferrand. Med letoma 1965 in 1972 je gostilo dirko Formule 1 za Veliko nagrado Francije.

## Zmagovalci
| Leto | Dirkač         | Moštvo       | Poročilo |
| ---- | -------------- | ------------ | -------- |
| 1972 | Jackie Stewart | Tyrrell-Ford | Poročilo |
| 1970 | Jochen Rindt   | Lotus-Ford   | Poročilo |
| 1969 | Jackie Stewart | Matra-Ford   | Poročilo |
| 1965 | Jim Clark      | Lotus-Climax | Poročilo |